# Гіфохітріомікотові
Гіфохітріомікотові (лат. Hyphochytriomycota, іноді гіфохітридіомікотові) — відділ осмотрофних страменопілів (несправжніх грибів), у яких клітини у дорослому стані повністю або частково вкриті целюлозно-хітиновою оболонкою, а вегетативне тіло являє собою поодинокі багатоядерні клітини (ризоміцелій). Монадні стадії одноджгутикові.

Відділ включає один клас (гіфохітріоміцетові [=Hyphochytriomycetes]) та один порядок (гіфохітріальні [=Hyphochytriales]), нараховує  близько 30 видів, які належать до п'яти родів. Більшість видів є ґрунтовими сапротрофами (розвиваються на мертвих тілах безхребетних тварин та грибів, відмерлих рослинах) або паразитами наземних та водних організмів (оомікотових, аскомікотових грибів, зелених та бурих водоростей, ракоподібних).  